# Statue von Adam Oehlenschläger

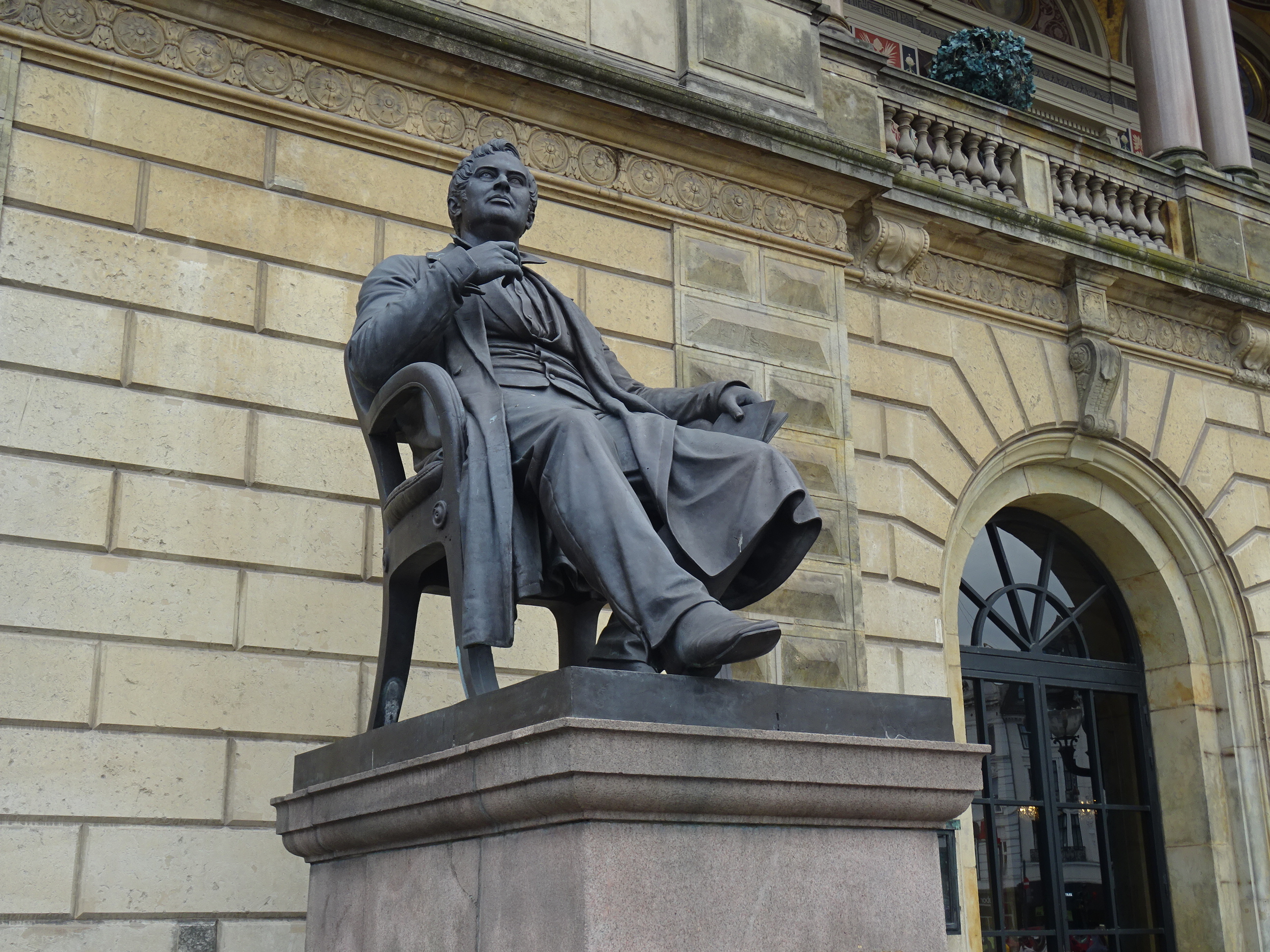
Statue von Adam Oehlenschläger

Die Statue von Adam Oehlenschläger befindet sich vor dem Haupteingang des Königlich Dänischen Theaters am Kongens Nytorv in Kopenhagen. Die von Herman Wilhelm Bissen geschaffene Statue stellt Adam Oehlenschläger dar. Sie wird flankiert von der Statue von Ludvig Holberg von Theobald Stein.

## Geschichte
Oehlenschläger starb am 20. Januar 1850, und 11 Jahre lang wurden Spenden für sein Denkmal gesammelt, die jedoch nicht ausreichten, um es von den anfänglichen Krediten zu befreien. Der Sockel wurde von Norwegern gestiftet. Das Denkmal wurde von Bissen modelliert und am 21. Oktober 1861 am Sankt Annæ Plads enthüllt. Am 15. Oktober 1874 wurde es auf dem Kongens Nytorv vor dem Königlichen Theater aufgestellt.
Im Sommer 2019 wurden die beiden Bronzefiguren restauriert, um den Grünspan zu entfernen und alle Details wieder sichtbar zu machen.

## Beschreibung
Oehlenschläger sitzt auf einem so genannten Klismos-Stuhl, dessen Beine stark nach außen gebogen oder gespreizt sind. Dieser Stuhl hat lose Kissen für Sitz und Rückenlehne, die aus Leder sind.
Inschrift auf der Vorderseite des Sockels:
Inschrift auf der Rückseite des Sockels: